# Ascesa al potere di Adolf Hitler

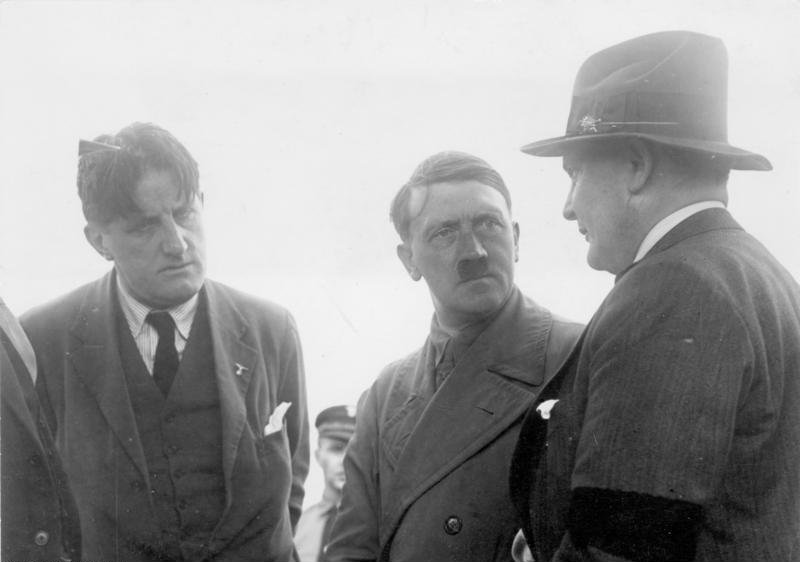
Adolf Hitler mentre conversa il 21 luglio 1932 insieme all'imprenditore Ernst Hanfstaengl e Hermann Göring.

L'ascesa al potere di Adolf Hitler iniziò ufficialmente nel settembre del 1919, quando il futuro dittatore tedesco si iscrisse al Partito Tedesco dei Lavoratori. In poco tempo, Hitler raggiunse una posizione di rilievo all'interno del partito, diventandone uno dei più acclamati oratori.
Nel 1920, dopo che Hitler ne assunse la direzione, il Partito Tedesco dei Lavoratori cambiò il suo nome in Partito Nazionalsocialista Tedesco dei Lavoratori (in tedesco: Nationalsozialistische Deutsche Arbeiterpartei). L'aggiunta dell'aggettivo "nazionalsocialista", il quale era già correntemente utilizzato in Germania e Austria a partire dal 1890, doveva far si che nella neonata forza politica si potessero identificare anche le classi proletarie di sinistra, facendo comunque mantenere al partito il suo ideale incentrato sul patriottismo ed esorando quest'ultimo dall'assumere una precisa politica sull'argomento. Difatti, nonostante il partito nazista sia, fin dall'origine, nato come una forza politica di destra, tra i suoi ideali spiccavano inizialmente alcune politiche anticapitaliste e antiborghesi. Tuttavia, negli anni successivi alla presa di potere all'interno del partito, Hitler scacciò ogni membro del neonato movimento politico, epurando il Partito nazista da ogni ideologia affine agli ambienti politici di sinistra.
Nel 1923, ispirato da quanto aveva fatto Mussolini in Italia e avendo ormai un potere incontrastato all'interno del suo partito, Hitler tentò un colpo di Stato in Baviera, passato alla storia con il nome di Putsch di Monaco. Dopo il fallimento di tale golpe, Hitler fu arrestato e processato. Il procedimento giudiziario, che condannò il futuro dittatore tedesco a cinque anni di prigione, accrebbe ulteriormente la popolarità di Hitler, il quale in carcere, insieme a uno dei suoi primi collaboratori, Rudolf Hess, scrisse il Mein Kampf, testo che diventerà il vademecum dell'ideologia nazista. Dopo aver scontato nove mesi per buona condotta, Hitler uscì dal carcere e decise, dato l'esito fallimentare del colpo di Stato, di prendere il potere attraverso metodi legali e democratici.
Hitler, che il popolo tedesco già conosceva a causa del fallito Putsch di Monaco, diede inizio a una campagna elettorale furiosa portata avanti con veemenza e i cui punti principali toccavano l'anticomunismo, l'antisemitismo e l'ultranazionalismo. Hitler fece inoltre diversi discorsi nei quali aspramente criticava il governo democratico della Repubblica di Weimar e il Trattato di Versailles, promettendo di trasformare la Germania in una potenza mondiale. Tuttavia, durante la maggior parte degli anni '20, i discorsi del futuro Führer e le ideologie naziste non ebbero presa sui cittadini tedeschi, in quanto l'economia del paese, principalmente grazie ai prestiti effettuati dagli Stati Uniti nel contesto del piano Dawes, si stava riprendendo dagli effetti disastrosi che aveva provocato la fine del primo conflitto mondiale.
Dopo il crollo di Wall Street nel 1929, il panorama politico tedesco mutò drasticamente. A causa di un'enorme perdita all'interno sistema economico statunitense, la Grande Depressione arrestò anche l'economia tedesca, contribuendo a polarizzare ulteriormente la politica della Germania. I nazisti iniziarono dunque a sfruttare l'aspra crisi, criticando con toni ancora più rabbiosi il governo democratico-liberale tedesco. In questo incerto panorama politico-economico, si inserì inoltre anche il Partito comunista, il quale diede inizio a una forte campagna elettorale, che spesso invocava la necessità di attuare rivoluzione. A causa di questa intensa propaganda politica comunista, molti imprenditori tedeschi incominciarono gradualmente a sostenere il partito nazista.
Grazie a tale sostegno politico, Adolf Hitler si candidò alle elezioni presidenziali del 1932 e, nonostante sia stato dal presidente in carica Paul von Hindenburg, i dati ricavati dalle votazioni in entrambi i turni mostrarono un fronte appoggio nei confronti del partito nazista. Alle elezioni parlamentari tenute nel luglio dello stesso anno, il Partito Nazionalsocialista Tedesco dei Lavoratori divenne ottenne più seggi di qualunque altra forza forza politica nel Reichstag, nonostante non avesse raggiunto la maggioranza assoluta. Secondo la costituzione tedesca, il leader del partito che detiene il maggior numero di seggi all'interno deve essere nominato cancelliere dal presidente. Tuttavia, il presidente Paul von Hindenburg era titubante nell'affidare a Hitler tale posizione. Tuttavia, dopo diverse trattative tenute nascoste al grande pubblico tra alcuni industriali, l'ex cancelliere Franz von Papen e Hitler stesso, l'anziano presidente tedesco nominò quest'ultimo formalmente il 30 gennaio 1933 cancelliere della Germania.
Nonostante Hitler avesse finalmente ottenuto la carica politica più prestigiosa nel suo paese, la trasformazione della Germania in un totalitarismo avvenne attraverso alcuni eventi e leggi successivi alla sua elezione. Il 27 febbraio di quell'anno, infatti, il Reichstag fu colpito da un violento incendio. Hitler accusò i comunisti di aver provocato l'attentato al parlamento tedesco e convinse l'ancora presidente von Hindenburg a emanare il decreto dell'incendio del Reichstag, tramite il quale il neocancelliere limitò drasticamente le libertà e i diritti di tutti i cittadini del suo paese, servendosi inoltre della legge per eliminare i suoi oppositori politici. Successivamente, il 27 marzo, Adolf Hitler propose al parlamento di emanare la legge dei pieni poteri. Tramite tale decreto, che fu approvato da 228 deputati del Reichstag, Hitler dichiarò lo stato d'emergenza e conferì alla figura del cancelliere, rivestita da lui stesso, il potere di far rispettare le leggi senza che dovesse avvenire alcuna votazione da parte del parlamento. Con queste due leggi, quella di Hitler si era, di fatto, tramutata in una dittatura totalitaria. Il Partito Socialdemocratico di Germania e quello comunista furono messi fuori legge e Hitler ordinò, al fine di internare i suoi oppositori politici, la costruzione del campo di concentramento di Dachau, il primo campo di concentramento nazista. Dopo la morte del presidente Hindenburg, avvenuta il 2 agosto del 1934, Adolf Hitler assunse pieni poteri, assumendo il titolo di Führer.

## L'entrata in politica e il Putsch di Monaco
Adolf Hitler entrò nel Partito Tedesco dei Lavoratori nel 1919, poco dopo la fine della prima guerra mondiale. Immediatamente, il futuro dittatore fece assumere al partito un assetto violento, dotandolo inoltre di una forza paramilitare detta Sturmabteilung (nota anche con l'acronimo SA). Dopo che il partito divenne noto alle grandi masse, Hitler decise di tentare un colpo di Stato in Baviera, in quanto essa, in prevalenza cattolica, veniva spesso vista come la regione più politicamente instabile della Germania. Nel 1923, partendo da una birreria situata a Monaco, Hitler effettuò un golpe, il quale tuttavia fallì e lo costrinse a nove mesi di prigione. Durante questo periodo, insieme al suo compagno e sostenitore Rudolf Hess, scrisse il Mein Kampf, opuscolo nel quale sostenne che l'etica giudaico-cristiana aveva indebolito la Germania, la quale per riprendersi aveva bisogno di un uomo forte.

### Dalla prima guerra mondiale all'iscrizione nel Partito Tedesco dei Lavoratori

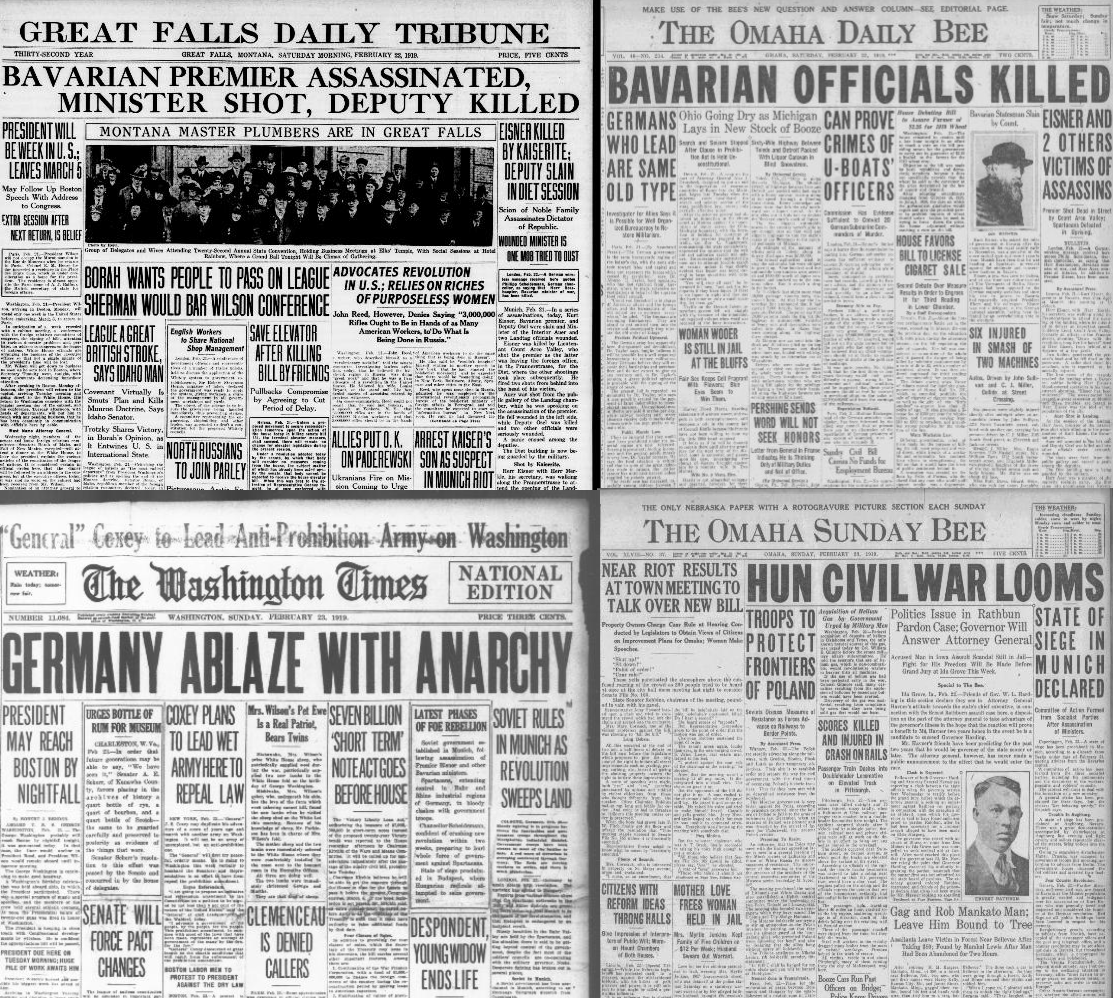
Frontespizio di alcune pagine di giornali statunitensi che trattano dei disordini in Germania nel novembre del 1919.

Nel 1914, dopo aver ottenuto il permesso tramite un regio decreto del re Ludovico III di Baviera, in quanto formalmente egli non era ancora un cittadino tedesco, il venticinquenne Adolf Hitler, all'epoca aspirante artista di origine austriaca, si arruolò volontario in un reggimento bavarese dell'esercito imperiale tedesco, combattendo sul fronte occidentale. Hitler apprese della fine del conflitto e della resa della Germania all'interno dell'ospedale Pasewalk, nel quale era ricoverato a causa di una ferita agli occhi provatagli durante una battaglia. Dopo esse stato dimesso dalla struttura ospedaliera il 19 novembre, tre giorni dopo, Hitler tornò a Monaco di Baviera, che, non appena terminò il conflitto, divenne teatro di una violenta sollevazione socialista. Nella città bavarese, fu posto al comando della 7a compagnia del 2° reggimento di fanteria, con l'ordine di sopprimere il tumulto. A dicembre di quello stesso anno, Hitler fu trasferito come guardia presso un campo che internava i rivoltosi situato a Traunstein. Quando il mese successivo il campo fu sciolto, Hitler poté tornare a Monaco, ove gli fu assegnato il compito di proteggere la stazione centrale della città dalla quale provenivano i rinforzi per schiacciare la rivolta e i rifornimenti.
Durante tale periodo, Hitler assistette ai violenti scontri che avvenivano in città e che portarono all'omicidio di diverse figure politiche dell'epoca, come il socialista Kurt Eisner, il quale venne assassinato il 21 febbraio 1919 da Anton Graf von Arco auf Valley, un nazionalista tedesco che in seguito si iscriverà al partito nazista. A causa di questi disordini politici, Berlino inviò in Baviera l'esercito, ponendo Hitler, il 3 aprile 1919, come capo di un battaglione militare; tuttavia, il futuro dittatore impose alle sue unità di prendere una posizione neutrale, senza schierarsi con l'esercito regolare né con i socialisti.
Il 6 maggio 1919, la Repubblica Sovietica Bavarese, il governo rivoluzionario che era stato istaurato dai socialisti a Monaco, fu ufficialmente sciolta e vennero allestiti i processi contro i ribelli socialisti che avevano partecipato al progetto del provvisorio stato comunista. In questo clima molto teso, Adolf Hitler si distinse per aver denunciato di essere un comunista Georg Dufter, un suo compagno d'armi. Nonostante Dufter fu ritenuto innocente, Hitler emerse come un militare fortemente anticomunista, guadagnandosi la fiducia dei suoi superiori.
In quel periodo, infatti, l'alto comando militare tedesco emanò un decreto tramite il quale si stabiliva che la priorità principale dell'esercito fosse quello, insieme al corpo di polizia, di sorvegliare sulla popolazione e di mantenere l'ordine, evitando l'accadere di nuove rivoluzioni. Nel giugno di quell'anno, Karl Mayr, capo del dipartimento di intelligence a Monaco di Baviera, dato il suo forte anticomunismo, reclutò Hitler per essere un agente sotto copertura, con il compito di infiltrarsi all'interno dei comizi politici dei partiti per comprenderne il possibile carattere rivoluzionario e sovversivo.
Nel mese successivo, Mayr ordinò a Hitler di infiltrarsi all'interno del Partito Tedesco dei lavoratori (in tedesco: Deutsche Arbeiterpartei - DAP), per studiarne le idee e capire se fossero un pericolo per la sicurezza pubblica della Germania. Il DAP era stato fondato da due politici minori, Anton Drexler e Karl Harrer, il 5 gennaio 1919 nel ristorante Fuerstenfelder Hof a Monaco di Baviera. Mentre esaminava le attività e le ideologie del Partito Tedesco dei lavoratori, Adolf Hitler rimase estremamente impressionato e ben presto coinvolto dalle idee antisemite, nazionaliste, anticapitaliste e antimarxiste proprie del presidente di partito Anton Drexler.

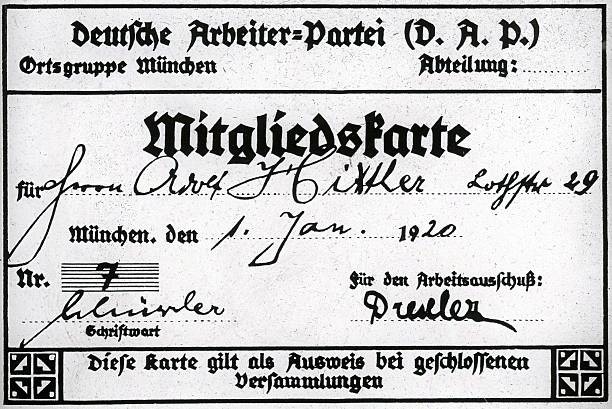
Tessera del Partito Tedesco dei Lavoratori di Hitler.

Durante una riunione del partito il 12 settembre 1919, Hitler fece la sua apparizione politica pubblica. Difatti, in quella data, si tenne presso la sede del movimento politico una conferenza tenuta dall'oratore ed eccentrico economista Gottfried Feder, uomo di profonde idee nazionaliste che lo stesso Hitler aveva avuto modo di ammirare qualche anno prima in occasione di una lezione che tenne all'esercito. Durante l'intervento dell'economista, un membro del pubblico si alzò bruscamente dalla sua sedia, iniziando a criticare fortemente Feder e affermando che la Baviera avrebbe dovuto separarsi dalla Germania e invece unirsi all'Austria per dare vita a una sorta di stato tedesco meridionale. Adolf Hitler, il cui carattere era molto irascibile, rispose a tono all'uomo, intimandolo di percuoterlo e costringendolo ad abbandonare la conferenza.
Colpito dalle abili capacità oratorie di Hitler, Anton Drexler lo incoraggiò ad unirsi al Partito Tedesco dei Lavoratori. Hitler comunicò la notizia ai suoi superiori, i quali si mostrarono favorevoli nell'entrata del futuro dittatore tedesco nel movimento politico. Entro una settimana da quando Hitler aveva fatto domanda per entrare nel DAP, egli ricevette, insieme alla sua tessera di partito, una lettera che lo invitata a partecipare a una riunione che si sarebbe tenuta nella birreria Alte Rosenbad a Monaco. Questo marcò l'inizio della carriera politica di Adolf Hitler, il quale nel Mein Kampf definì la decisione di iscriversi al DAP come la più importante e significativa della sua vita.

### Ascesa all'interno del partito

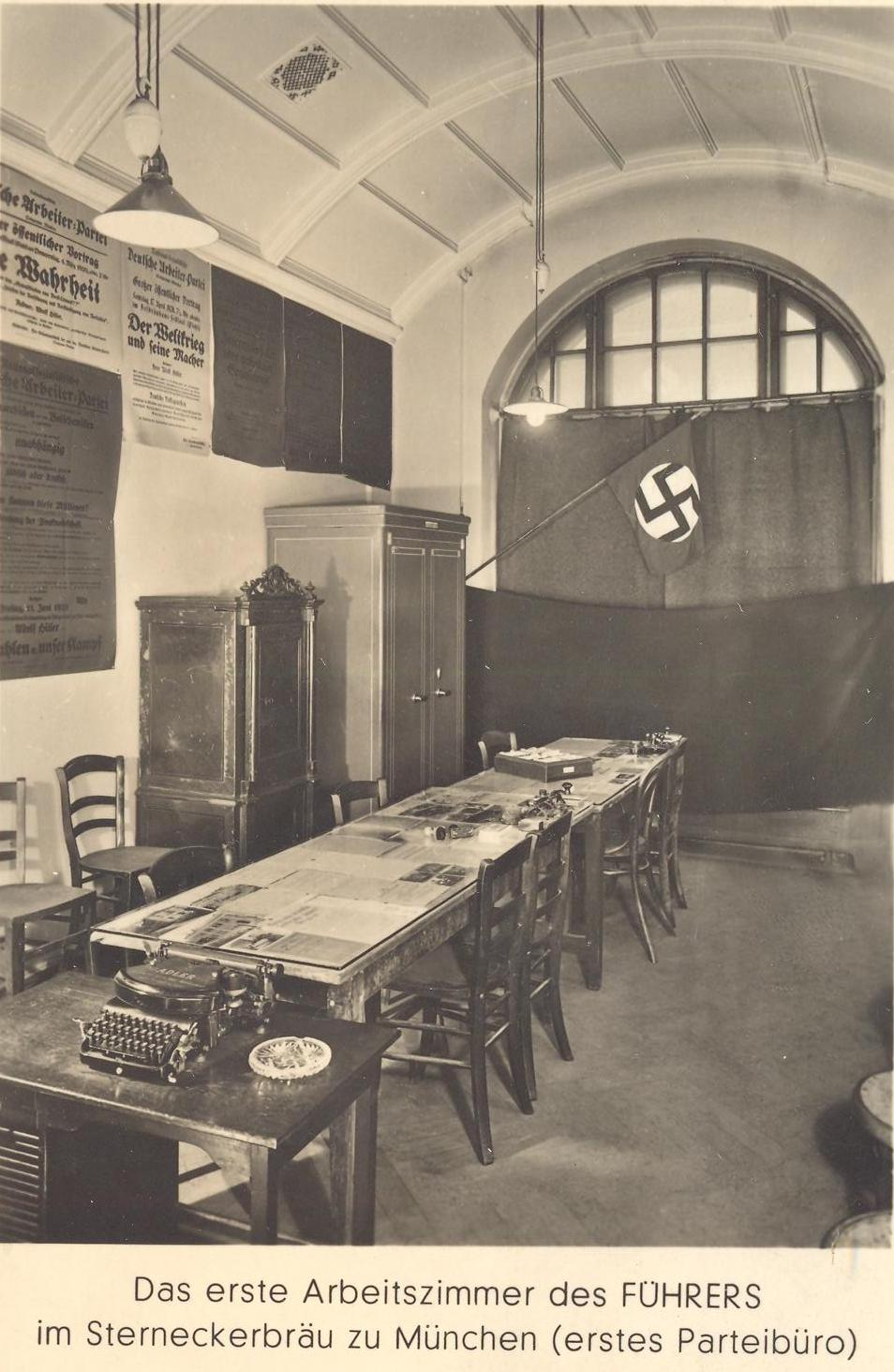
Il primo ufficio di Adolf Hitler, situato nella birreria di Sterneckerbräu.

All'inizio del 1920, il Partito Tedesco dei Lavoratori contava 101 membri. Notando che il DAP continuava a rimanere un piccolo partito e riconoscendo le capacità oratorie e propagandistiche di Hitler, Anton Drexler decise di nominare proprio quest'ultimo organizzatore della propaganda per il movimento politico. In poco più di un mese, Hitler, grazie alle sue doti in tali ambiti, riuscì ad organizzare il più grande raduno che il partito avesse mai fatto. Tale comizio, che coinvolse ben 2.000 persone e si tenne il 24 febbraio 1920 in un'antica birreria a Monaco chiamata Hofbräuhaus, fu la prima grande adunanza della carriera politica di Adolf Hitler. Difatti, durante tale incontro, il futuro dittatore tedesco annunciò il nuovo programma, articolato in 25 punti, del partito e il cambiamento del nome di quest'ultimo da Partito Tedesco dei Lavoratori a Partito Nazionalsocialista Tedesco dei Lavoratori (in tedesco: Nationalsozialistische Deutsche Arbeiterpartei - NSDAP). Inoltre, sempre durante tale conferenza, Hitler presentò il nuovo simbolo, disegnato da lui stesso, del partito, una svastica semirovesciata in un cerchio bianco su uno sfondo rosso. Durante il mese di marzo di quello stesso anno, Hitler decise di congedarsi dall'esercito per iniziare a dedicarsi a tempo pieno al partito nazista. Durante tale periodo, avendo perso la mensile paga di 20 marchi che riceveva in qualità di soldato, il futuro Führer veniva mantenuto dalle donazioni effettuate da alcuni imprenditori al neonato movimento politico.
Sempre nel 1920, Adolf Hitler costituì un piccolo gruppo armato di persone il cui compito era quello di mantenere l'ordine durante le riunioni di partito. Tale forza paramilitare, che fu inizialmente posta sotto il comando di Emil Maurice, venne chiamata Ordnertruppen (traducibile in italiano con "Truppe d'ordine"), tuttavia, novembre dell'anno successivo, lo stesso Hitler cambiò il nome in Sturmabteilung, universalmente note come SA. A questo punto, Adolf Hitler organizzò molteplici comizi presso le più importante birrerie di Monaco, come l'Hofbräuhaus, la Sterneckerbräu e la Bürgerbräukeller. Le sue capacità comunicative e la sua abilità oratoria erano in grado di attirare una numerosa folla agli incontri organizzati dal partito, a tal punto che, verso la fine dell'anno, il movimento nazista contava ben 2.000 iscritti. Inoltre, grazie ai registri della polizia dell'epoca che monitorava i discorsi di Hitler, gli storici moderni hanno potuto avere accesso agli argomenti di queste prime conferenze tenute dal futuro dittatore tedesco. Dai verbali, infatti, risulta che gli argomenti più toccati da Hitler fossero la decadenza del regime democratico e liberale della Repubblica di Weimar, il ruolo che gli Ebrei hanno avuto nella sconfitta della Germania nella prima guerra mondiale e l'inaccettabilità del Trattato di Versailles.
Nel giugno del 1921, quando Adolf Hitler e Dietrich Eckart, fedele amico e compagno del primo, erano a Berlino per svolgere alcuni comizi e raccogliere fondi per il movimento politico, scoppiò, nella sua sede organizzativa, una rottura all'interno del partito nazista. Alcuni membri del comitato esecutivo, rappresentanti dell'ala sinistra del partito nazista, espressero la volontà di fondere il movimento politico con il Partito socialista tedesco, un partito con sede a Norimberga e che mischiava ideologie di estrema destra e sinistra. Hitler tornò a Monaco l'11 luglio e immediatamente rassegnò le sue dimissioni dal partito nazista, affermando che ormai il suo ruolo era fondamentale e che il partito non sarebbe sopravvissuto senza di lui. Durante una conferenza tenuta dai membri del comitato esecutivo, questi si resero ben presto conto che le parole di Hitler erano corrette e che senza quello che ormai era diventato il volto del partito il movimento nazista era destinato a terminare. Quando il partito chiese a Hitler di iscriversi nuovamente, questi affermò che sarebbe rientrato nel partito soltanto alla condizione che ne sarebbe diventato il presidente, sostituendo Anton Drexler. Il comitato esecutivo acconsentì alla sua richiesta e Hitler si riunì al partito ufficialmente il 26 luglio. Nei giorni successivi, Adolf Hitler, tramite diversi comizi vivaci in cui la sua figura fu acclamata, riuscì a ottenere il potere assoluto all'interno del partito, dopo che un'assemblea generale dei soci, con un solo voto contrario, gli concesse tale prerogativa.
Il 14 settembre 1921, Adolf Hitler e diversi membri armati delle SA interruppero nelle birreria Löwenbräukeller, ove la Lega bavarese, un partito federalista con tendenze socialista, stava tenendo un comizio. Proprio durante un intervento del presidente della Lega bavarese, l'ingegnere Otto Ballerstedt, i nazisti iniziarono a urlare a quest'ultimo di tacersi, intimandogli di lasciare la parola a Hilter.Inoltre, un futuro gerarca nazista, Hermann Esser, salì su una sedia strillando che gli Ebrei fossero la vera disgrazia della Baviera. Di fronte a tali provocazioni, Ballerstedt cercò di ripristinare l'ordine, tuttavia i nazisti salirono sul palco e iniziarono a picchiarlo. A questo punto intervenne la polizia, la quale arrestò la maggioranza dei presenti, tra cui lo stesso Hitler ed Esser. Nonostante il violento episodio, i due furono rilasciati.
Meno di due mesi dopo, il 4 novembre 1921, durante una conferenza pubblica del partito nazista tenuta all'Hofbräuhaus, mentre Hitler stava tenendo un discorso, probabilmente proprio su ordine di quest'ultimo, una piccolo gruppo di SA aggredì gli ultimi membri del partito ancora ostili a Hitler. Venendo tenuto responsabile, Hitler, dopo un processo durato un paio di mesi, fu condannato nel gennaio dell'anno seguente a tre mesi di prigione, trascorrendone tuttavia soltanto uno per buona condotta.

### Il Putsch di Monaco
Tra la fine del 1922 e l'inizio dell'anno successivo, Adolf Hitler fondò due organizzazioni interne al partito nazista, le quali in seguito sarebbero divenute colonne portanti proprio di quest'ultimo. La prima associazione che venne fondata fu la Jugendbund der NSDAP, l'organizzazione giovanile del partito che successivamente sarebbe diventata la Gioventù hitleriana. Nel maggio del 1923, venne invece istituita la Stoßtrupp-Hitler, una sorta di guardia del corpo personale e armata di Hitler che in seguitò diverrà la Schutzstaffel, meglio conosciuta con l'acronimo SS. Dopo aver formato tali organizzazioni all'interno del suo partito, Hitler, ispirato da quanto aveva fatto in Italia Benito Mussolini con la marcia su Roma l'anno precedente, iniziò a meditare l'idea di attuare un colpo di Stato per rovesciare la Repubblica di Weimar. Sempre durante il mese di maggio, il futuro dittatore tedesco e i principali membri del partito organizzarono una strategia per effettuare il golpe. Il piano che inizialmente si decise prevedeva che alcuni soldati della Reichswehr fedeli al partito nazista avrebbero aiutato le SA a occupare illegalmente la loro caserma insieme agli armamenti in essa contenuta. Successivamente, Hitler stesso avrebbe dovuto dare l'ordine di marciare verso il parlamento di Monaco, tuttavia la direttiva non arrivò mai, in quanto il generale Otto von Lossow, sostenitore del colpo di Stato, avvisò il futuro Führer che le truppe dell'esercito regolare erano a conoscenza del piano e che stavano proteggendo la sede del governo bavarese pronte a sparare sui golpisti.

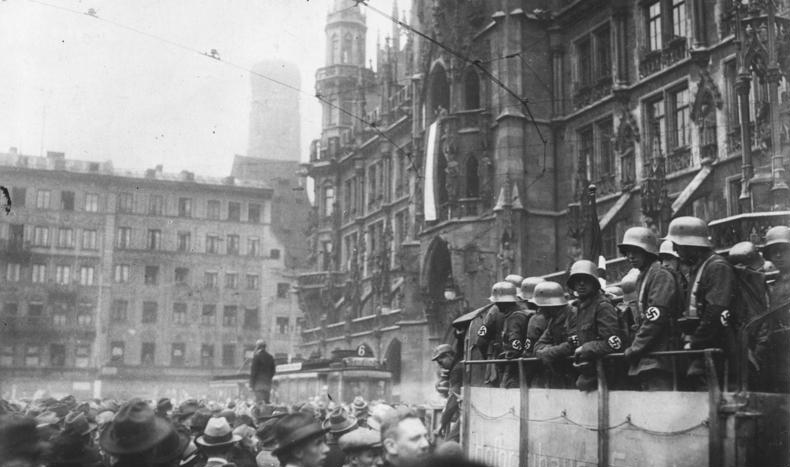
La Marienplatz a Monaco di Baviera durante il Putsch il 9 novembre 1921.

Nonostante il primo fallimentare tentativo, Hitler, la sera tra l'8 e il 9 novembre di quell'anno, decise di tentare un altro colpo di Stato, passato alla storia con il nome di Putsch di Monaco. Il golpe ebbe inizio nella birreria Bürgerbräukeller, ove importanti leader politici bavaresi, tra cui il ministro presidente della Baviera Gustav von Kahr, dovevano tenere una riunione. Il piano, infatti, era quello di costringere i più alti funzionari bavaresi a cedere il potere a Hitler, il quale avrebbe occupato i più importanti edifici governativi e successivamente rapidamente marciato su Berlino. Tuttavia, l'esito del colpo di Stato fu un totale fallimento. Quasi 2.000 membri del partito nazista si recarono a Marienplatz, la piazza principale di Monaco, per irrompere nella birreria, ove tuttavia incontrarono una barriera di 130 poliziotti. Seguì uno scontro caotico e violento tra i golpisti e le forze dell'ordine, il quale portò alla morte di sedici membri del partito nazista e quattro ufficiali di polizia. Vedendo il fallimento del colpo di Stato in prima persona, Hitler fuggì brevemente da Monaco, tuttavia la sua latitanza durò soltanto fino all'11 novembre, quando venne trovato e arrestato con l'accusa di alto tradimento. Sebbene il golpe fosse stata una disfatta clamorosa, il processo che interessò Hitler e i suoi collaboratori portarono il partito nazista e la sua figura a essere molto conosciuti tra la popolazione tedesca.

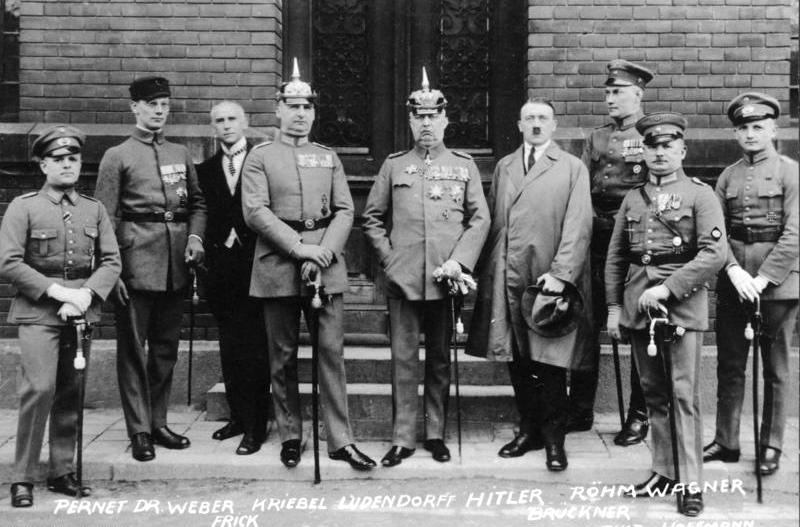
Gli organizzatori del Putsch di Monaco.

Il processo ebbe inizio il 26 febbraio 1924. La difesa di Hitler consistette nell'affermare che il suo atto era stato fatto per il bene del popolo tedesco e che il suo vero traditore era soltanto il governo democratico-liberale della Repubblica di Weimar. Insieme a molti altri membri del partito nazista, il futuro dittatore fu condannato il 1º aprile a cinque anni di prigione da scontare nel carcere di Landsberg. All'interno di tale prigione, egli ricevette un trattamento molto preferenziale da parte delle guardie; gli era infatti stata assegnata una cella con vista sul fiume e gli era permesso di non indossare la divisa carceraria, di avere frequenti visite e di ricevere più lettere di quanto non fosse concesso. Graziato dalla Corte Suprema bavarese, nonostante le obiezioni del pubblico ministero, il 20 dicembre fu rilasciato dal carcere dopo aver scontato solo nove mesi per buona condotta. Durante tali mesi di prigionia, Adolf Hitler, dettando parola per parola al suo vice Rudolf Hess, scrisse il Mein Kampf , saggio autobiografico e polito che diverrà il manifesto dell'ideologia nazista. Inoltre, Hitler, durante tale periodo, intuì che l'unico modo che aveva per assicurarsi il potere in Germania era servendosi delle stesse istituzioni democratiche già presenti, rigettando completamente l'idea di organizzare un nuovo golpe.
Dopo il Putsch di Monaco, il partito nazista fu reso illegale in Baviera, tuttavia, per evitare tale blocco, fu fondato il Partito Nazionalsocialista per la Libertà, un nuovo movimento emerso dall'unione tra il partito nazista e il Partito Popolare Tedesco della Libertà. Alle elezioni parlamentari tedesche del maggio 1924, le prime elezioni a cui il partito di Hitler partecipò, il partito ottenne 32 seggi nel Reichstag, con il 6,6% dei voti. Nelle elezioni parlamentari di quello stesso dicembre, il Partito Nazionalsocialista per la Libertà perse 18 seggi, ottenendo soltanto il 3% dei voti. Nello stesso periodo, Hitler, cavalcando l'onda mediatica dello scandalo Barmat, caso di corruzione all'interno del governo tedesco in cui venne scoperto che diversi politici di rilievo erano stati corrotti da alcuni banchieri ebrei, intensificò nella sua campagna elettorale l'elemento antisemita, che ben presto divenne il tratto d'istintivo del movimento nazista.

## La scalata verso il potere
Il 27 febbraio 1925, il partito nazista fu nuovamente reso legale e partecipò alle prime elezioni parlamentari che si presentarono, quelle del maggio 1928. Tuttavia, i risultati per il partito nazista furono molto scadenti, in quanto riuscì ad assicurarsi soltanto 12 seggi al Reichstag con il 2,1%. Per superare tale periodo di crisi politica, Adolf Hitler scelse di usare due tattiche. Inizialmente, egli decise di scrivere un secondo libro, al fine di diffondere più velocemente per tutta la Germania le sue idee e il suo programma politico. Tuttavia, il libro rimase inedito a causa degli alti costi per la pubblicazione, la quale avvenne a scopi storici soltanto dopo la fine della seconda guerra mondiale nel 1958. Contemporaneamente, durante questi anni, al fine di attirare più voti, Hitler ordinò alle SA di cercare lo scontro diretto contro la Roter Frontkämpferbund, la forza paramilitare del partito comunista. Tramite atti violenti come attacchi alle sedi del partito comunista e frequenti risse in occasione dei ritrovi di quest'ultimo, il partito nazista accrebbe sempre di più la sua popolarità.
La retorica di Hitler e le continue manifestazioni di veemenza portarono il partito, nel 1928, ad avere ben 130.000 iscritti, mentre nell'anno successivo vi si unirono personalità più conosciute del mondo tedesco, tra le quali spiccò il generale Erich Ludendorff. Tuttavia l'economia tedesca, grazie agli aiuti statunitensi del piano Dawes, era in una lenta ma costante crescita, la quale portò la maggior parte della popolazione tedesca a guardare con diffidenza e distacco le ideologie estremiste del partito nazista e di quello comunista, preferendo votare forze politiche come il Partito Socialdemocratico o il Partito di Centro. La violenza politica, al fine di dare origine a un clima del terrore, aumentò dunque anche tra le file del partito comunista. Nel 1929, infatti, alcuni membri del Roter Frontkämpferbund interruppero lanciando diversi insulti verso i nazisti un discorso che Adolf Hitler stava tenendo a Norimberga. La risposta delle SA fu immediata e portò all'uccisione di due passanti estranei all'adunanza politica e alle violenze. Con l'intento di vendicarsi sui comunisti, la forza paramilitare nazista assaltò, il 25 agosto, una sede del Rotfront, mentre alcuni giorni si avventarono contro la sede principale del partito a Berlino. Sempre sull'ondata di tali violenze, durante il mese di settembre del 1929, Joseph Goebbels, un giornalista che si era iscritto al partito nazista cinque anni prima, cercò di assaltare insieme gruppo di uomini delle SA la sede del partito comunista presente nel quartiere di Neukölln. Tuttavia, le forze comuniste lì presenti si armarono e velocemente lo scontro tra le due fazioni sfociò in una violenta sparatoria. Nonostante la sede del partito fu ben difesa dai comunisti e l'attacco nazista fallì, Goebbels, con questo atto, era riuscito a farsi notare da Hitler, il quale riconobbe quasi subito le straordinarie abilità propagandistiche del giornalista. Volendo mettere immediatamente metterlo alla prova, il futuro Führer incaricò Goebbels di occuparsi della propaganda e della campagna politica riguardante il referendum tenutosi a dicembre di quell'anno. Infatti, il Partito Popolare Nazionale Tedesco, il quale propose l'iniziativa, e il partito nazista presentarono l'idea di un referendum popolare volto ad abolire il piano Young, che aveva nel contesto della recente crisi economica sostituito il piano Dawes, al fine di rendere l'economia tedesca più indipendente e di rivedere completamente le clausole del trattato di Versailles. Nonostante referendum non venne approvato a causa della scarsa affluenza alle urne (poco meno del 15% degli elettori si recò infatti a votare), Goebbels organizzò la più grande campagna elettorale che il partito nazista avesse mai pianificato. Quest'ultimo fu dunque nominato da Hitler direttore della sezione del partito che si dedicava alla propaganda e all'agitazione. In questa posizione, Joseph Goebbels suggerì al futuro dittatore tedesco di concentrare la propaganda nazista non soltanto nelle grandi città, ove già molti altri movimenti politici operavano, ma anche nelle aree rurali, ove infatti, da questo momento in poi, Hitler terrà molti comizi.

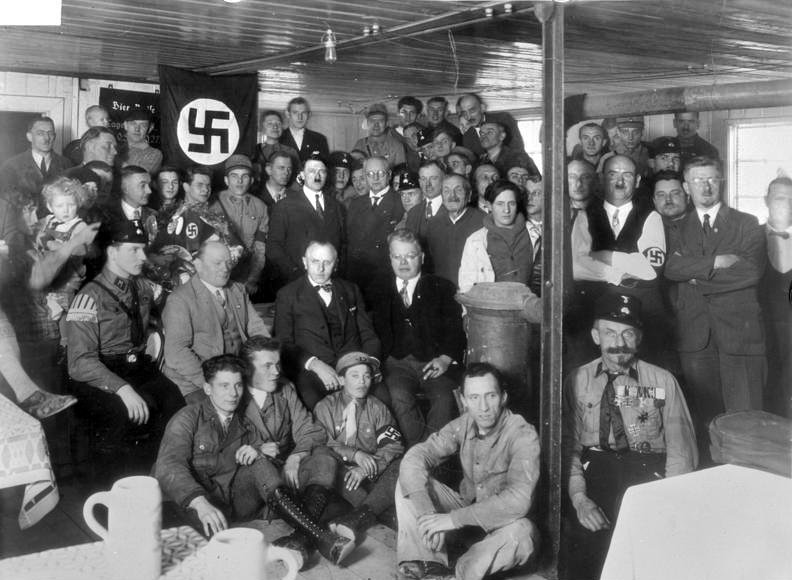
Hitler fotografato con i membri del partito nazista nel dicembre 1930.

Il mese successivo, si verificò un altro evento che aumentò e consolidò ulteriormente la propaganda nazista. La sera del 14 gennaio 1930, infatti, verso le 22:00, Horst Wessel, un militare membro del partito nazista, iniziò a discutere animatamente con la sua vicina di casa, una donna dalla forte fede comunista. La discussione degenerò molto velocemente e Wessel minacciò di alzare le mani sulla vicina, la quale gridò per chiamare aiuto. In suo soccorso, accorse un amico, Albert Hochter, membro delle Roter Frontkämpferbund, il quale sparò al militare nazista ferendolo mortalmente. La vicende dell'omicidio di Wessel, il quale morì in ospedale il 23 febbraio a causa delle ferite riportate dopo la sparatoria, sarà strumentalizzata a fini propagandistici da Hitler e Goebbels. Il primo organizzò diversi comizi politici anticomunisti, mentre il secondo andò di persona, insieme al principe Agusto Guglielmo, a trovare Wessel presso l'ospedale ove era curato. In quel mese, Goebbels scrisse molti articoli sul Der Angriff, il giornale del partito, denunciando le violenze che commettevano i militanti comunisti come atti ingiustificati e intollerabili. Inoltre, su consiglio dello stesso Goebbels, Hitler rese il Das Horst-Wessel-Lied, un canzone scritta dallo stesso Wessel, l'inno ufficiale del partito nazista.
L'abile azione di propaganda e i continui comizi tenuti da Hitler portarono il partito nazista a ottenere alle elezioni parlamentari di quell'anno ben 107 seggi all'interno del Reichstag con il 18,3% dei voti. I nazisti divennero così il secondo partito più grande in tutti la Germania, secondo soltanto al Partito socialdemocratico e, come notò lo storico tedesco Joseph Bendersky, l'unica forza politica davvero significativa della destra.
L'elezione del 1930 non rappresentò soltanto una vittoria dal punto di vista politico, ma anche da quello propagandistico e sociale. Quell'anno, infatti, il partito nazista spese una quantità di denaro senza precedenti per attuare la sua campagna elettorale, la quale portò all'ingresso di 100.000 nuovi iscritti e alla distribuzione di un milione di copie nella Germania del Mein Kampf. La propaganda elettorale fu talmente efficace che anche nelle zone in cui l'appoggio nei confronti dell'ideologia nazista era meno presente, il partito ottenne almeno il 9% dei voti. Gli storici sono soliti identificare tra le cause della vittoria dei nazisti alle elezioni del 1930 la devastante recessione che aveva compito l'economia tedesca a seguito della cristi del 1929, l'inabilità degli altri partiti di contrastare la campagna elettorale nazista, l'abile propaganda di Goebbels e la maestria di Hitler in ambito oratorio e di organizzazione del suo partito. Inoltre, con la vittoria del 1930, le SA iniziarono ad attuare i primi grandi pogrom contro la comunità ebraica, colpendo per la prima volta il 13 ottobre di quell'anno presso la Potsdamer Platz, ove un gruppo di camicie brune fracassò delle vetrine di negozi.

## Il fallimento dei partiti democratici nel fermare l'ascesa di Hitler

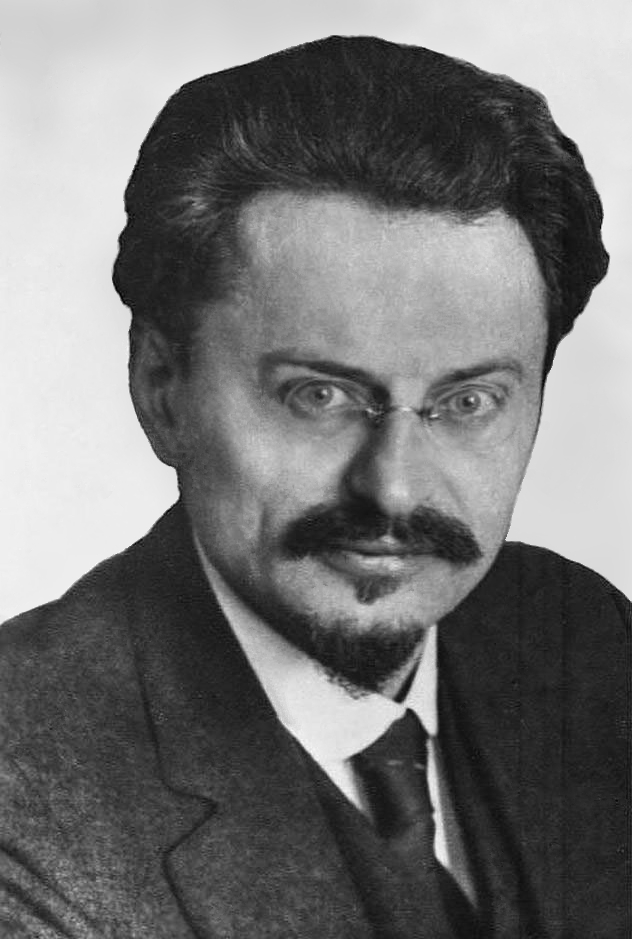
Lev Trockij fu uno dei primi a notare la rapida ascesa di Hitler e del nazionalsocialismo.

Il disastroso crollo dell'economia tedesca a seguito della Grande depressione portò il popolo tedesco a essere più diffidente nei confronti del sistema liberal-democratico e ad avvicinarsi a posizioni politiche più estremiste quali il nazismo e il comunismo. Difatti, i seggi che occupavano i nazisti e i comunisti a seguito delle elezioni del 1930 comprendevano all'incirca il 40% delle sezioni presenti nel Reichstag. In tale contesto politico, Lev Trockij, famoso politico e rivoluzionario sovietico esiliato da Stalin, fu il primo a notare ed evidenziare la rapida ascesa di Hitler e del nazismo. Egli infatti si mostrò molo scettico nella decisione del Comintern di esortare il partito comunista tedesco a concentrare la propria lotta politica contro i socialdemocratici, dalla Terza internazionale definiti come "socialfascisti", piuttosto che il partito nazista. Diversi studiosi, tra cui lo storico Bertrand Patenaude, hanno avanzato la tesi che tale politica favorì ulteriormente l'ascesa di Hitler e ne fu addirittura determinante.
L'inabilità dei partiti democratici di formare un'alleanza stabile e il sistema politico della repubblica di Weimar resero complesso per ogni cancelliere dell'epoca costituire un governo che avesse una maggioranza parlamentare stabile. Spesso, dunque, al fine di coprire tali vuoti di potere, le istituzioni si affidavano ai poteri straordinari del presidente, il quale dal 1925 era il vecchio generale Paul von Hindenburg. Nel 1931, Adolf Hitler decise di proseguire con la campagna e la propaganda elettorale anche al di fuori del periodo delle votazioni. In questi anni, i nazisti mescolarono metodi di campagna legali insieme ad atti terroristici. Hitler era infatti solito essere sempre in viaggio per tutta la Germania a recitare discorsi politici e a organizzare convegni, mentre le SA, sfilando per le strade, picchiavano gli oppositori e scatenavano risse ai loro comizi.
In effetti, i partiti, presi singolarmente, non erano assolutamente in grado di contrastare la continua propaganda politica nazista. Gli unici partiti liberali, il Partito Popolare Tedesco e il Partito Democratico Tedesco, non erano abbastanza influenti per contrastare l'ideologia antiliberale di Hitler. I Socialdemocratici, invece, erano politicamente stagnanti e mancavano di un leader capace di porre fine ai continui conflitti ideologici interni al partito. Il Partito di Centro, d'altro canto, continuò a ottenere in maniera costante un numero di voti considerevole, tuttavia tenne in considerazione soltanto i propri interessi politici personali, continuando ad allearsi con Hitler senza considerare la natura violenta del suo movimento. Gli stessi partiti di destra, come affermò lo storico britannico Alan Bullock, non furono in grado di allearsi e difendere il proprio conservatorismo di fronte all'ideologia nazista.

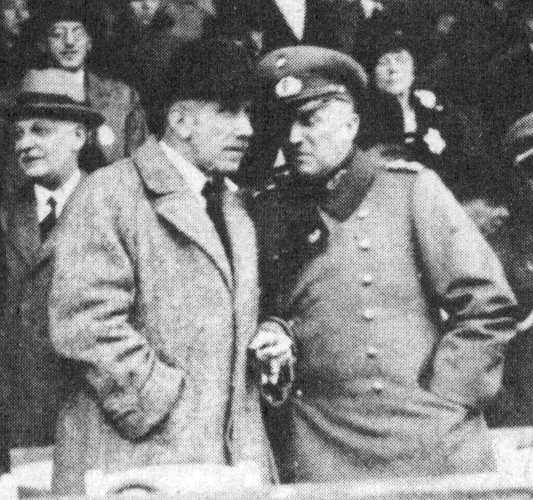
Il cancelliere Franz von Papen (a sinistra) mentre parla con Kurt von Schleicher.

Dopo le elezioni del 1930, fu nominato cancelliere Heinrich Brüning, esponente del Partito di Centro. Durante il suo governo, Hitler tentò il più possibile di mettere il Reichstag sempre contro Brüning, il quale difatti governò soprattutto grazie all'appoggio del presidente e dell'esercito. Tuttavia, tale supporto si rivelò estremamente precario. L'ottantaquattrenne presidente Paul von Hindenburg, generale monarchico e conservatore, tentennò nel prendere misure che limitassero le azioni violente dei nazisti, mentre l'ambizioso generale Kurt von Schleicher nutriva simpatie per l'estrema destra e sperava di ottenere il sostegno di Hitler. Proprio un'alleanza tra quest'ultimo e il futuro dittatore costrinse il presidente Hindenburg, il 1 giugno del 1932, a destituire Brüning e a nominare cancelliere Franz von Papen, ex membro del Partito di Centro di ideali conservatori e monarchici.
Alle elezioni parlamentari tenutesi nel luglio del 1932, il partito nazista risultò essere la forza politica con più seggi all'interno del Reichstag (230 su 608), senza tuttavia raggiungere una maggioranza assoluta. Non appena terminate le elezioni, Hitler diede immediatamente inizio a uno crisi di governo. Egli infatti minacciò Papen che avrebbe sfiduciato il suo governo, chiedendo di essere lui stesso nominato cancellerie. Tuttavia, il presidente Hindenburg rifiutò la richiesta di Hitler e Papen fu dunque costretto a sciogliere nuovamente il parlamento e a indire nuove elezioni. A tali elezioni, tenutesi novembre, il partito nazista risultò nuovamente essere il più votato, tuttavia si registrò una leggera diminuzione nell'appoggio popolare nei confronti del movimento di estrema destra. Questo permise a Papen di proporre una nuova legge elettorale, la quale avrebbe limitato e sanzionato il partito nazista per i suoi atti violenti. Tuttavia, il generale Schleicher convinse Hindenburg a destituire Papen e farsi nominare lui stesso cancelliere, promettendo di formare un'alleanza tra nazisti e nazionalisti.

## La nomina a cancelliere
Nonostante i successi conseguiti dal partito nazista in ambito politico, le violenze perpetrate da parte delle camicie brune non fecero altro che aumentare. L'utilizzo di manifestazioni sempre più brutali di violenza portò il le istituzioni tedesche, il 10 marzo del 1931, resero illegali il corpo delle SA. Tuttavia, pochi giorni dopo l'emanazione di tale divieto, durante una rissa, alcuni membri delle camicie brune uccisero due militanti comunisti e l'alta corte tedesca decretò il divieto a Goebbels di parlare durante i comizi pubblici, dal momento che questi veniva additato come il principale istigatore degli episodi di violenza. Tuttavia, l'esperto capo della propaganda riuscì a eludere tale legge registrando i suoi discorsi e facendoli ascoltare ai convegni in sua assenza.
Durante lo stesso periodo, intorno al 1932, Adolf Hitler riuscì finalmente a ottenere la cittadinanza tedesca. Infatti, Hitler aveva rinunciato alla sua cittadinanza austriaca soltanto il 7 aprile 1925, quando fu minacciato di essere deportato in Austria dal governo tedesco. Tuttavia, per i sette anni successivi, egli non possedette la cittadinanza di alcun paese. Il processo per divenire ufficialmente un cittadino tedesco era infatti molto lento, non soltanto per la complessa burocrazia repubblicana, ma anche per i precedenti penali dello stesso Hitler. Inizialmente, questi si rivolse al politico Wilhelm Frick, fervente nazista e futuro criminale di guerra, il quale nominò Hitler funzionario del corpo di polizia della Turingia per accelerare il processo di ottenimento della cittadinanza. Tuttavia, a causa della natura violenta del movimento nazista, la cittadinanza gli fu nuovamente negata e Hitler dovette rivolgersi al giovane politico Dietrich Klagges, anch'egli simpatizzante dell'estrema destra. Klagges nominò il futuro dittatore funzionario del governo dello Stato libero di Brunswick, facendogli velocemente ottenere la cittadinanza.
Verso la fine del 1931, Ernst Röhm, colonnello delle SA, che nonostante il loro forzato scioglimento continuavano a operare indisturbate dalle forze di polizia, mise a capo della sezione di Berlino Wolf-Heinrich von Helldorff, ex poliziotto, convinto antisemita e sostenitore della violenza in ambito politico. Tale scelta di aumentare di aumentare gli episodi di brutalità (in soltanto due mesi furono uccisi più di 80 membri del partito comunista) coincideva con le elezioni presidenziali del 1932. Adolf Hitler decise infatti di tentare per la prima volta di partecipare alle elezioni presidenziali contro Ernst Thälmann, esponente della forza comunista, e il presidente uscente Hindenburg, la cui popolarità tra il popolo tedesco era in costante crescita. Durante il primo turno, che si tenne il 13 marzo, Hitler ottenne 11 milioni di voti, rimanendo tuttavia indietro a Hindenburg. Il secondo, il quale ebbe luogo il 10 aprile, vide Hitler arrivare secondo con il 36,8% dei voti, Paul von Hindenburg vincere con un'ampia maggioranza del 53,0% e Thälmann ottenere soltanto il 10,2% dei voti. Nonostante Hitler avesse perso le elezioni, il numero degli iscritti al partito nazista aumentò esponenzialmente, raggiungendo gli 800.000. Inoltre, tali elezioni dimostrarono al futuro dittatore quanto, grazie alle continue azioni di violenza, era riuscito a far allontanare la popolazione dal partito comunista.
Il 13 aprile 1932, il governo tedesco emanò un decreto d'emergenza, dichiarando che le SA e le SS fossero forze anticostituzionali e rendendole di fatto nuovamente illegali. Due giorni prima, infatti, la polizia tedesca era venuta a conoscenza di alcuni documenti segreti redatti dalle SA, i quali attestavano l'ordine dato alle Sturmabteilung che, qualora Hitler avesse vinto l'elezioni, avrebbero dovuto mettere in atto un colpo di Stato, prendendo con la violenza i principali edifici governativi di Berlino. Hitler minacciò immediatamente di togliere la fiducia al nuovo presedente nel caso non fosse annullato il decreto. La legge fu abrogata il 16 giugno da Franz von Papen, all'epoca ancora cancelliere, il quale si mostrò nuovamente incapace di confrontarsi con i nazisti. Notando che la loro influenza era in un costante calo a causa delle continue brutalità compiute dai nazisti, anche il partito comunista si rivolse sempre di più alla violenza per ottenere vantaggi in campagna elettorale. L'episodio che aprì questa nuova ondata di violenza fu domenica di sangue di Altona, uno scontro che avvenne il 17 luglio 1932 in un quartiere di Amburgo. Durante una sfilata delle SA e delle SS, alcuni militanti comunisti diedero inizio a una sparatoria che portò alla morte di due nazisti e sedici civili astanti. Episodi simili si verificarono durante tutto il resto del mese di luglio e culminarono con la morte dello studente universitario di simpatie naziste Axel Schaffeld, il quale fu assassinato il 1° agosto durante uno scontro a fuoco contro i comunisti.
Dal momento che il partito nazista era ormai il partito con la maggioranza all'interno del Reichstag, esso aveva il diritto di scegliere il presidente del parlamento. Per tale posizione, Hitler scelse di nominare un membro del partito nazista di lunga data, Hermann Göring. Quando il Reichstag accettò la nomina di Hitler, quest'ultimo, sperando di ottenere lo stesso risultato positivo, chiese al presidente di essere nominato cancelliere. Tuttavia, von Papen, su consiglio di Hindenburg, offrì a Hitler il ruolo di vice-cancelliere, nella speranza di placare le sue mire di espansione all'interno del governo. Tuttavia, Hitler rifiutò, capendo il volere di von Papen e di Hindenburg di confinarlo politicamente. 
In qualità di presidente del Reichstag, Göring, su ordine dello stesso Hitler, propose una legge che avrebbe inasprito le pene per chi fosse accusato di terrorismo politico al fine di limitare le continue violenze di strada causate dai comunisti. Il 9 agosto, la legge fu approvata dal parlamento e furono apportate le dovute modifiche al codice penale tedesco, aumentando la pena per il terrorismo politico da 20 anni di lavori forzati alla morte. Al fine di giudicare tale reato, inoltre, furono anche istituiti alcuni tribunali speciali con poteri straordinari. Adolf Hitler stava infatti preparando il terreno per la sua futura nomina da cancelliere, istituendo i primi organi che gli sarebbero serviti per eliminare i principali oppositori politici. Tali tribunali speciali, infatti, saranno usati nove mesi dopo per sentenziare contro chi si opponeva all'ascesa del nazismo in Germania e si uniranno sotto la dicitura di Tribunale del popolo.
Dopo che il cancelliere von Papen lasciò la sua carica a seguito dell'elezioni di novembre, egli, in un incontro segreto con Hitler, gli comunicò che il presidente Hindenburg lo teneva ancora in grande considerazione e che, qualora il futuro Führer lo avesse nominato vice-cancelliere del suo governo, avrebbe potuto convincerlo a destituire il nuovo cancelliere Kurt von Schleicher. Hitler accettò la proposta di von Papen, il quale si adoperò immediatamente per influenzare Hindenburg a rivalutare la figura del politico nazista. Tuttavia, l'evento che convinse l'anziano presidente a dare il potere a Hitler fu una petizione, passata alla storia con il nome di Industrielleneingabe, nella quale 22 tra i più importanti industriali, banchieri e latifondieri tedeschi chiedevano a Hindenburg di nominare cancelliere proprio il capo del movimento nazista. Paul von Hindenburg, soggetto alle continue pressioni degli imprenditori e di von Papen e vedendo come l'alleanza proposta da Schleicher tra nazisti e nazionalisti era lungi dall'essere realizzata, nominò con riluttanza Hitler cancelliere, dandogli il compito di formare un nuovo governo formato da una coalizione tra il Partito Nazionalsocialista Tedesco dei Lavoratori e il Partito Popolare Nazionale Tedesco.

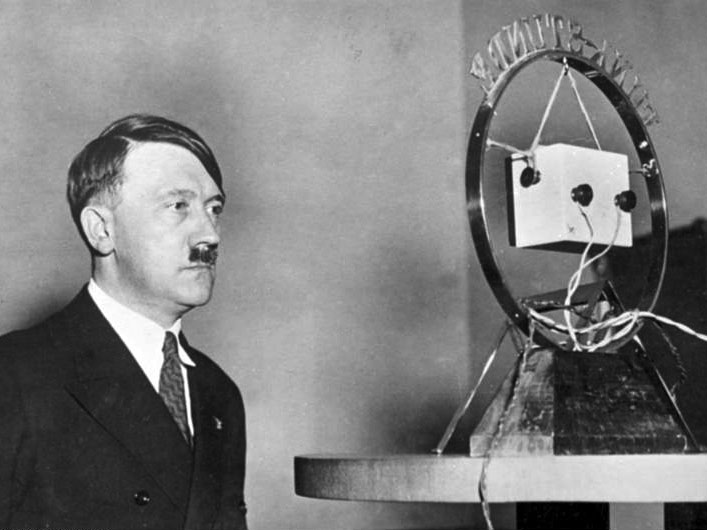
Adolf Hitler che si appresta due giorni dopo la sua nomina a cancelliere ad annunciare al popolo tedesco via radio la composizione del suo governo.

Il 30 gennaio 1933, dopo una breve cerimonia all'interno dell'ufficio di Hindenburg, il gabinetto di Hitler iniziò ufficialmente il suo mandato. Inizialmente, i nazisti occuparono soltanto tre posizioni di rilievo: Hitler era il cancelliere, Wilhelm Frick fu nominato ministro degli Interni e Hermann Göring ministro senza portafoglio. Durante la cerimonia di apertura del governo Hitler, al di fuori del palazzo del Reichstag, diversi reparti appartenenti alle SA e alle SS parteciparono a una grande e vistosa fiaccolata che coinvolse l'intera città Berlino. Franz von Papen fu nominato vice-cancelliere come desiderava e riteneva ancora di poter domare le aspirazioni di Hitler e del suo movimento. Difatti, von Papen, inizialmente, si espresse contro diverse politiche proposte da Hitler per trasformare la Germania in una dittatura nazista. Per tale motivo, Himmler lo inserì nell'elenco di persone da eliminare durante la notte dei lunghi coltelli, tuttavia, grazie a una scorta che Göring gli fornì, riuscì a salvarsi, assumendo da quel momento in poi soltanto incarichi di ambasceria.
Sia in Germania che all'estero, in un primo momento, furono pochi timori che Hitler potesse servirsi delle istituzioni democratiche per stabilire un regime dittatoriale e monopartitico. I conservatori, il cui esempio più emblematico fu proprio il vice-cancelliere von Papen, erano ancora convinti di poter manovrare Hitler e le politiche del partito nazista. La maggior parte degli ambasciatori stranieri minimizzarono la figura di Hitler, definendolo un politico "mediocre" e una brutta copia di Mussolini. Addirittura Kurt Schumacher, membro dell'opposizione e militante del SPD, banalizzò il ruolo politico di Hitler, definendolo soltanto un membro di facciata del nuovo governo. I giornali tedeschi scrissero che il governo di Hitler avrebbe certamente cercato il più possibile di limitare i propri oppositori di sinistra, ma che sarebbe stato impossibile per i nazisti stabilire una dittatura in Germania. Benno Reifenberg, un giornalista del Frankfurter Zeitung, scrisse sul proprio giornale: "È un errore di valutazione ritenere che un solo uomo possa imporre un regime dittatoriale in Germania. [...] La diversità del popolo tedesco richiede l'essere una democrazia". Anche all'interno della comunità ebraica tedesca, nonostante Hitler non nascondesse i suoi forti ideali antisemiti, le preoccupazioni sembrarono non essere presenti. In una dichiarazione del 30 gennaio, il comitato direttivo dell'organizzazione centrale degli ebrei tedeschi emanò un comunicato nel quale si affermò che la comunità ebraica non appoggiasse categoricamente il nuovo governo, ma che allo stesso tempo era sicura che i loro diritti costituzionali non sarebbero stati violati in alcun modo. Il quotidiano pubblicato da e per gli ebrei tedeschi Jüdische Rundschau scrisse il 31 gennaio tale dichiarazione: "[...] All'interno della nazione tedesca sono ancora presenti istituzioni che si opporrebbero in tutti i modi ad una barbara politica antiebraica". 
Tuttavia, alcuni politici e diplomatici riuscirono a riconoscere immediatamente le vere ambizioni di Hitler e del partito nazista. Il diplomatico inglese Horace Rumbold, ad esempio, scrisse il 22 febbraio 1933: "Hitler potrebbe non essere un abile statista, tuttavia è un demagogo insolitamente abile e audace, pienamente consapevole di ogni istinto delle masse". Pochi giorni dopo, egli informò l'Ufficio degli esteri di non avere dubbi sul fatto che le vere intenzioni dei nazisti fossero quelle di istaurare una feroce dittatura. Dopo aver ricevuto il dispaccio di Rumbold, Robert Vansittart, sottosegretario permanente del Foreign Office, concluse che se Hitler avesse ottenuto poteri illimitati sarebbe potuta scoppiare in breve tempo un'altra guerra su larga scala. Lo stesso Adolf Hitler sembrava consapevole delle cause che avevano favorito la sua ascesa al potere, tra cui soprattutto l'incapacità dei movimenti politici che si opponevano al nazismo di fare fronte comune contro di esso. Riguardo alla sua nomina a cancelliere, Hitler, in una lettera inviata a un ambasciatore inglese scrisse: "A rischio di fare la figura dell'idiota, vi dico che il movimento nazionalsocialista durerà per 1.000 anni![...] Non dimenticate come la gente rideva di me 15 anni fa quando avevo dichiarato che un giorno avrei governato la Germania. Ridono ora, altrettanto stupidamente, quando dichiaro che rimarrò al potere!".

## Da cancelliere a dittatore
Non appena Hitler assunse democraticamente il potere, egli iniziò a occuparsi di eliminare le istituzioni liberali e democratiche della Repubblica di Weimar al fine di formare una dittatura basata sull'ideologia nazista. La notta del 27 febbraio, poco meno di un mese che Hitler era stato nominato cancelliere, un violento incendio doloso colpì il Reichstag. Hitler colse l'occasione e fece si che la colpa ricadesse sul muratore olandese Marinus van der Lubbe, attivista affiliato al partito comunista. Successivamente, Hitler emanò il decreto dell'incendio del Reichstag, con il quale sospese diverse libertà politiche, individuali ed espulse i comunisti dal parlamento tedesco. Alle elezioni tenutesi nel marzo del 1933, le ultime consultazioni multipartitiche in Germania fino al 1945, nuovamente nessun partito riuscì a organizzare un'opposizione forte al partito nazista. Così, il 23 marzo 1933, Adolf Hitler propose al Reichstag l'emanazione della legge dei pieni poteri, attraverso la quale gli sarebbero stati concessi temporaneamente il potere di poter sospendere la costituzione e di agire senza dover consultare il parlamento.

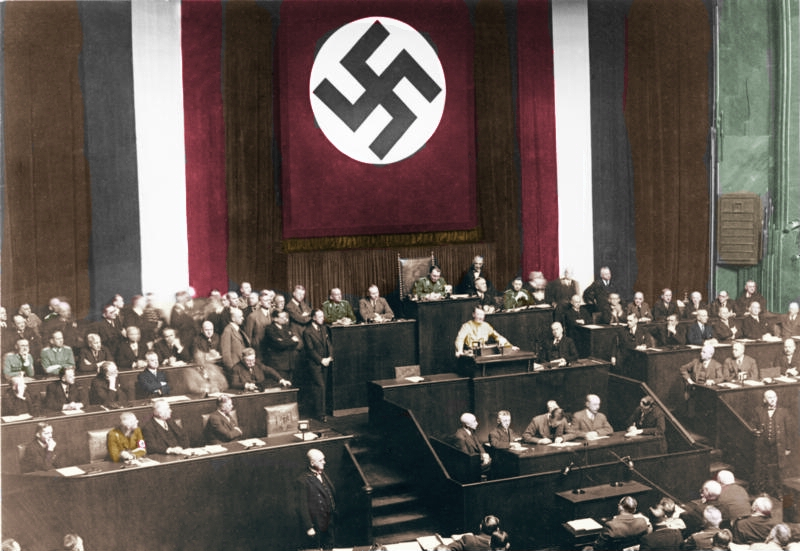
Adolf Hitler che parla al Reichstag il 23 marzo 1933 invitando i parlamentari ad approvare il decreto dei pieni poteri.

Non appena Hitler pronunciò il suo discorso, in parlamento si scatenarono molti disordini e dunque il neocancelliere fu nuovamente costretto a prendere la parola. Hitler, tramite un discorso che mescolava frasi intimidatorie ed elementi volti alla negoziazione, promise che non avrebbe violato i diritti del Reichstag, il ruolo del presidente, l'autonomia degli Stati e non avrebbe interferito per quanto riguarda la libertà religiosa. Dopo che i paramilitari nazisti circondarono il parlamento, Hitler concluse il suo discorso dicendo: "Spetta a voi, signori del Reichstag, decidere tra la guerra e la pace". Quasi tutti i partiti presenti all'interno del Reichstag, compreso il Partito di Centro che aveva ricevuto la garanzia che la libertà religiosa sarebbe stata rispettata, votarono a favore della nuova legge. L'unico partito che si oppose fu quello socialdemocratico, i cui 94 voti contrari, tuttavia, non poterono fare la differenza.

Il sistema politico tedesco nel 1935, due anni dopo l'ascesa di Hitler.

La legge consentì a Hitler e al suo governo di mantenere poteri d'emergenza per quattro anni, tuttavia, il nuovo cancelliere si adoperò immediatamente per abolire i poteri che garantivano l'autonomia agli stati e l'esistenza di partiti altri rispetto a quello nazista. Il 14 luglio 1933, furono ufficialmente messi fuorilegge tutti i partiti non nazista e il Reichstag rinunciò formalmente a tutti i suoi ruoli democratici. L'unico ostacolo che ancora si contrapponeva tra Hitler e il potere assoluto era il presidente Hindenburg, il quale rimase in capo dell'esercito e si occupò formalmente della politica estera.
Tuttavia, l'anno successivo, il 2 agosto 1934, Hindenburg morì di vecchiaia, lasciando i giornalisti e i diplomatici dei paesi stranieri a speculare su chi sarebbe stato il prossimo presidente e chi avrebbe appoggiato Hitler e l'esercito. Quest'ultimo, dopo la notte dei lunghi coltelli, era diventato fedele soltanto a Hitler e questi, a seguito di un'ulteriore legge, fuse la carica del presidente e quella del cancelliere in una sola, assumendo ufficialmente il potere assoluto sulla Germania. Tale legge fu infine approvata tramite un referendum popolare, attraverso il quale Hitler trasformò il suo paese in un repressivo totalitarismo.